# Sex (carte)
SEX este o carte ilustrată scrisă de cântăreața americană Madonna cu fotografii făcute de Steven Meisel și cadre luate din scurt-metrajul filmat de Fabien Baron. Cartea a fost lansată de Madonna o dată cu al cincilea album de studio al ei, Erotica, ce fusese scos pe piață cu o zi înainte (20 octombrie 1992).
Cartea extrem de controversată a conținut material pornografic ce o cuprindea acte sexuale, printre care sadomasochism, homosexualitate și anilingus. Madonna a scris cartea sub personajul numit Mistress Ditta (amanta Ditta), inspirată de actrița filmelor mute, Dita Parlo.
Prin carte, pe lângă modele necunoscute, au apărut actrița Isabella Rossellini, rapperii Big Daddy Kane și Vanilla Ice, modelul Naomi Campbell, starul pornografic Joey Stefano, actorul Udo Kier, prințesa Tatiana von Fürstenberg și alții.